# LP 890-9
LP 890-9 は、地球からエリダヌス座の方向に約105光年離れた位置にある赤色矮星である。
質量と半径が共に太陽の1割余りで、光度は太陽の約0.1%しかない、非常に小型で暗い恒星である。
温度が非常に低く暗いため、発せられる光のほとんどは近赤外線として観測されている。周囲を2つの太陽系外惑星が公転していることが知られている。
| 太陽 | LP 890-9  |
| ---- | --------- |
| 太陽 | Exoplanet |

## 惑星系

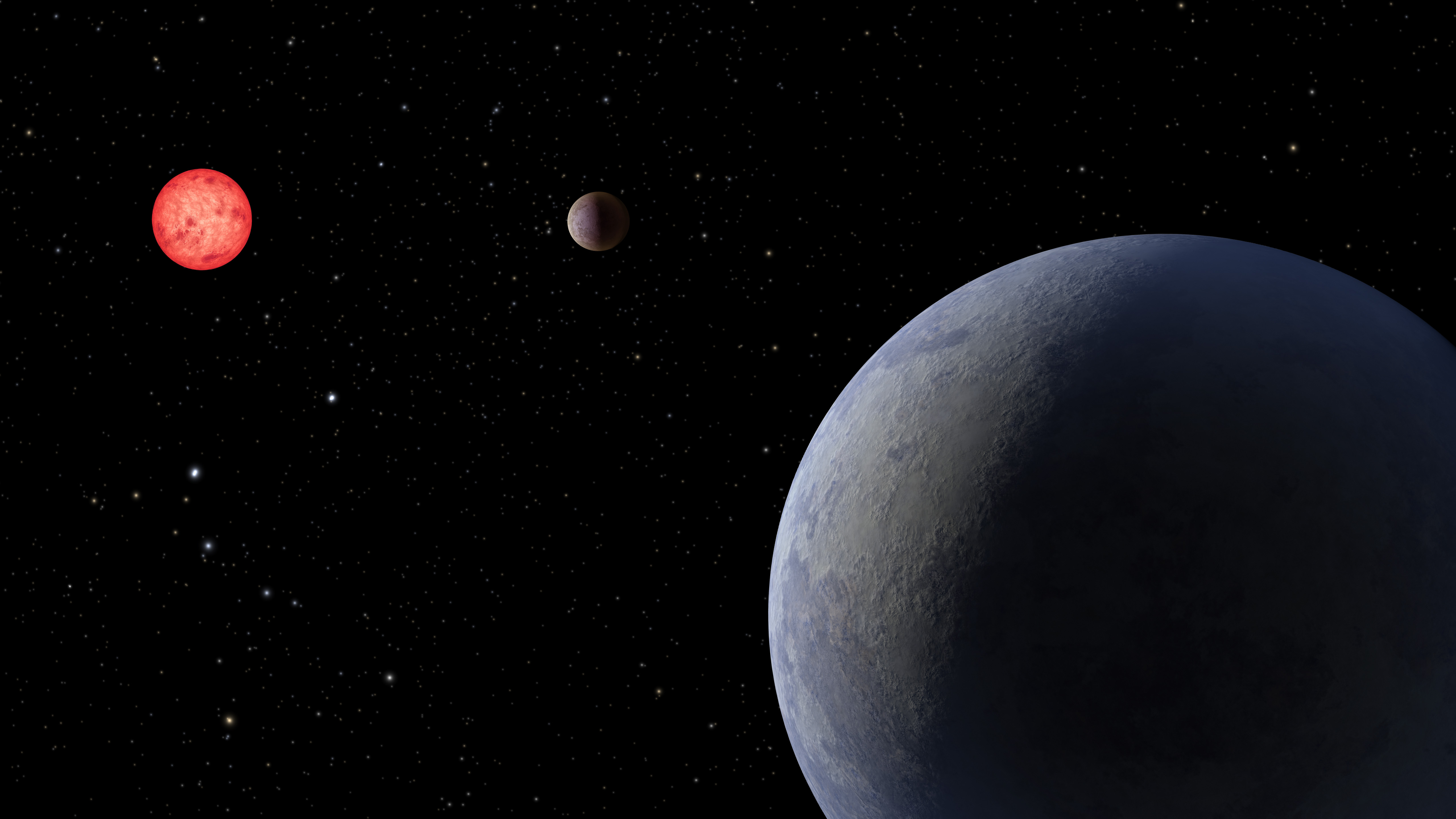
LP 890-9 cの想像図

2022年9月、LP 890-9 の周囲を公転している2つの太陽系外惑星の発見がベルギーや日本などの研究者らによる研究グループから公表され、LP 890-9 b と LP 890-9 c と命名された。
内側を公転している LP 890-9 b は、2018年に打ち上げられたTESSによるトランジット法での観測結果の分析から発見された。そのため、主星と惑星にTESS object of interest (TOI) による名称が与えられており、主星 LP 890-9 は TOI-4306、LP 890-9 b は TOI-4306 b とも呼称される。
国際観測プロジェクトであるSPECULOOSによる LP 890-9 b の600時間以上に渡るフォローアップ観測で、外側を公転する別の惑星 LP 890-9 c (TOI-4306 c) の存在が確認された。SPECULOOSによる観測データから太陽系外惑星が確認されるのは2例目であったことから、主星には SPECULOOS-2、惑星にはそれぞれ SPECULOOS-2b と SPECULOOS-2c とも呼称されている。LP 890-9 は惑星を持つことが知られている恒星の中では、7個の惑星を持つTRAPPIST-1（2,566 K）に次いで2番目に有効温度が低い恒星である。
2つの惑星は共に地球より半径が3割余り大きいスーパーアースであると考えられており、それぞれ約2.7日と約8.5日の公転周期で公転している。
2つの惑星は共に主星から近いところにあることから潮汐固定が起きているとみられ、惑星の片面が常に昼間、もう片面が常に夜になっていると考えられている。
外側を公転している LP 890-9 c は、主星 LP 890-9 の保守的なハビタブルゾーンの内縁付近を公転しており、大気の影響を考慮しない場合の表面の温度は 272 K（-1 ℃）と推定されている。
LP 890-9 c は、現在知られている潜在的に居住可能とみられる太陽系外惑星の中ではTRAPPIST-1系の惑星に次いで2番目に観測に好都合な惑星であるとみられており、今後のジェイムズ・ウェッブ宇宙望遠鏡による主要な観測ターゲットで、正確な大気の特性評価、水の有無などを調査できるとされている。
しかし、ハビタブルゾーンの内縁付近にあることから大気中に大量の水蒸気が存在して暴走温室効果が発生するシナリオも提唱されており、この場合、LP 890-9 c は金星のような環境となる可能性もあることが示唆されている。
| 名称 （恒星に近い順） | 質量      | 軌道長半径 （天文単位） | 公転周期 (日)                  | 軌道離心率 | 軌道傾斜角           | 半径                  |
| --------------------- | --------- | ----------------------- | ------------------------------ | ---------- | -------------------- | --------------------- |
| b                     | < 13.2 M⊕ | 0.01875 ± 0.00010       | 2.7299025+0.0000034 −0.0000040 | —          | 89.67+0.22 −0.33°    | 1.320+0.053 −0.027 R⊕ |
| c                     | < 25.3 M⊕ | 0.03984 ± 0.00022       | 8.457463 ± 0.000024            | —          | 89.287+0.026 −0.047° | 1.367+0.055 −0.039 R⊕ |